# へかとん
へかとんは、日本の漫画家。

## 著作リスト

### 漫画
- 視力矯正少女日記―めがねのおんなのこ (晋遊舎コミックス) (2003年10月、

ジェ-シ-出版) ISBN 978-4883803866
- 視力矯正少女恋愛學 (晋遊舎コミックス) (2006年7月、晋遊舎) ISBN 978-4883805518

- でんしょ! 1 (電撃コミックス) (2010年10月、アスキー・メディアワークス)　ISBN 978-4048701099
- でんしょ! 2 (電撃コミックス) (2012年5月、アスキー・メディアワークス)　ISBN 978-4048866439

- 魔界戦記ディスガイア2 1 (電撃コミックス) (2006年5月、日本一ソフトウェア(原作)、へかとん (漫画)、アスキー・メディアワークス)　ISBN 978-4840234801
- 魔界戦記ディスガイア2 2 (電撃コミックス) (2007年2月、日本一ソフトウェア(原作)、へかとん (漫画)、アスキー・メディアワークス)　ISBN 978-4840237932
- 魔界戦記ディスガイア2 3 (電撃コミックス) (2008年1月、日本一ソフトウェア(原作)、へかとん (漫画)、アスキー・メディアワークス)　ISBN 978-4840240949
- 魔界戦記ディスガイア2 4 (電撃コミックス) (2008年10月、日本一ソフトウェア(原作)、へかとん (漫画)、アスキー・メディアワークス)　ISBN 978-4048673235
- エトランジュ オーヴァーロード １ ～反省しない悪役令嬢、地獄に堕ちて華麗なるハッピーライフ無双～ (電撃コミックスNEXT)(2024年09月、喜多山浪漫(原作)、大塚真一郎(キャラクター原案)、へかとん(漫画)、アスキー・メディアワークス)　ISBN 978-4049160291

### イラスト
- 現代萌衛星図鑑 (2009年6月、しきしまふげん(著)、松浦晋也 (監修)、へかとん (イラスト)、三才ブックス)　ISBN 978-4861992063 [1] [2]

本書籍出版に先立つ2008年10月2日、しきしまふげんが寄稿した「かぐや」の擬人化イラスト4枚がJAXAのSELENE公式ページにて紹介される。
2011年11月、中国語版が台湾で発売。
- 現代萌衛星図鑑 第2集 (2014年11月、しきしまふげん(著)、松浦晋也 (監修)、へかとん (イラスト)、三才ブックス)　ISBN 978-4861996092